# Sex Freak
Sex Freak è il primo EP del cantante e drag queen RuPaul, pubblicato dall'etichetta discografica Funtone Records nel 1985.
L'album, pubblicato originariamente come vinile 12" e contenente 6 canzoni di genere techno/dance, è stato ristampato e pubblicato su CD dalla stessa casa discografica nel 2007.

## Tracce
1. Sex Freak – 5:07
2. Mr. Totally – 5:57
3. Sex Freak (Dub) – 4:57
4. In My Neighborhood – 5:23
5. Body Heat – 6:00
6. Tarzan – 6:42